# Christian Ernst Friederici
Pour les articles homonymes, voir Friederici.
Christian Ernst Friederici (1709-1780) est un facteur d'instruments de musique allemand.

## Biographie

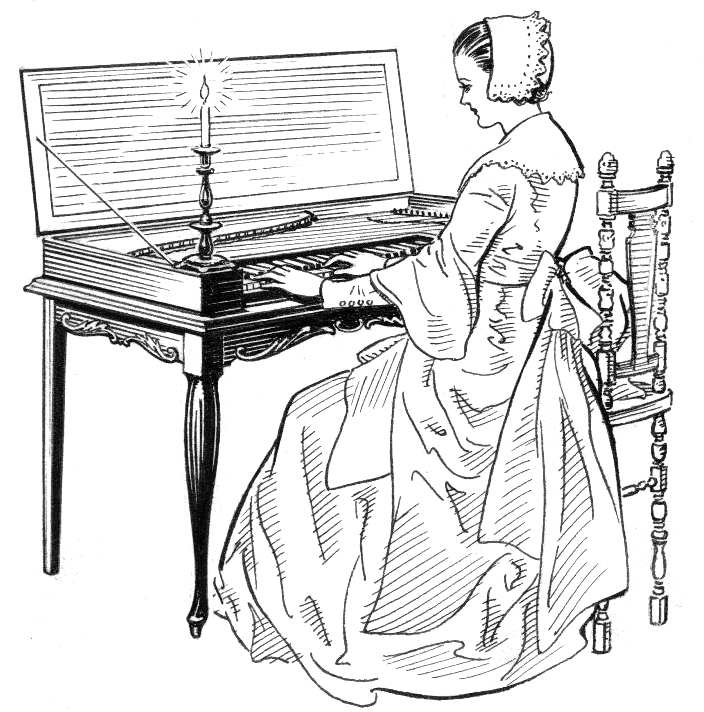
Dame jouant du clavicorde.

Né le 8 mars 1709 à Meerane (Saxe) et mort le 4 mai 1780 à Gera (Thuringe), il était le frère aîné et l'associé de Christian Gottfried Friederici.
Il fonda une dynastie de facteurs d'orgues et de claviers dont les instruments ont joui d'une double réputation d'excellence musicale et d'élégance esthétique au XVIIIe siècle.
Formé dans l'atelier du célèbre et talentueux facteur saxon Johann Gottfried Silbermann, il devint lui-même un constructeur renommé de clavicordes après avoir ouvert sa propre fabrique à Gera en 1737.

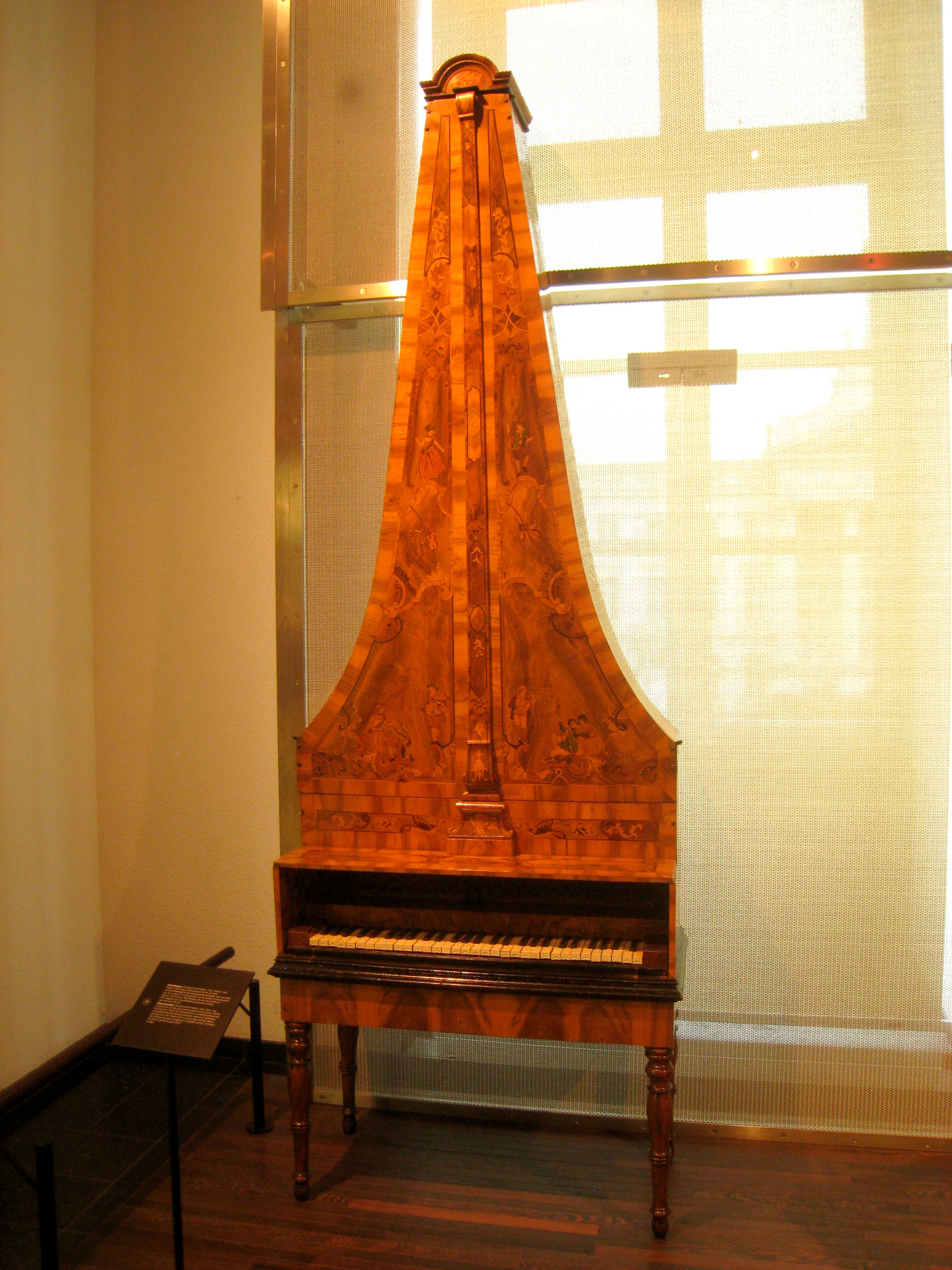
Piano-pyramide (1745), musée des instruments de musique de Bruxelles.

Cet artisan émérite est le concepteur de deux nouveaux types de pianos : le piano-pyramide (ou piano girafe), ancêtre à caisse verticale du piano droit, qu'il mit au point en 1745 et appela le Bienfort, et le piano carré, qu'il lança vers 1758 et baptisa Fortbien. Ses petits pianos carrés connurent une grande vogue commerciale.
Léopold Mozart possédait un clavecin double signé par Christian Ernst Friederici. Son fils Wolfgang avait un clavicorde du même facteur. Goethe apprit lui aussi à jouer sur un clavicorde Friederici. 
Carl Philipp Emanuel Bach, mort en 1788, détenait à cette date un clavecin royal et un clavicorde cinq octaves construits par Friederici, dont il se servait dans son travail de composition. Il exprima son admiration pour le facteur d'instruments dans une lettre adressée à Johann Nikolaus Forkel en novembre 1773, lui écrivant : « Je préfère de beaucoup les clavicordes de Friederici à ceux de Fritz et Hass à cause de leur construction et de l'absence de corde d'octave dans les graves, un son que je déteste ». Bach appréciait tellement les Fortbien de Friederici qu'il en vendit pour le compte du fabricant.
C'est son neveu, Christian Gottlob Friederici (1750-1805), qui reprit l'atelier de Christian Ernst et poursuivit son activité. La dynastie des fabricants de pianos s'éteignit en 1883, en la personne de leur descendant Christian Ernst Ludwig Friederici.